# Улу Гросбард
Улу Гросбард (на английски: Ulu Grosbard) е белгийско-американски режисьор и продуцент. 

## Биография
Улу Гросбард е роден на 9 януари 1929 година в Антверпен, Белгия. Получил е образованието си в Чикагски университет, след това учи в драматичното училище в Йейл. Получава и американско гражданство. Става режисьор през 1957 г., като режисира много успешни шоута на Бродуей. В началото на 1960-те години заминава за Холивуд, където е нает като асистент-режисьор за няколко филмови продукции, а няколко години по-късно снима и първия си филм. Филмовата му кариера е доста спорадична, но въпреки това е много по-успешен в постановките на Бродуей.

## Избрана филмография
| Година | Филм               | Оригинално заглавие |
| ------ | ------------------ | ------------------- |
| 1978   | Изпитателен срок   | Straight Time       |
| 1981   | Откровени изповеди | True Confessions    |
| 1984   | Да се влюбиш       | Falling in Love     |